# 娜塔莎·麦克艾霍恩

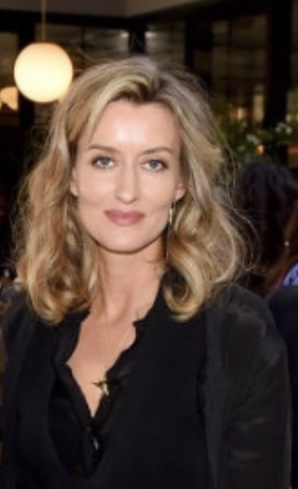
2018年5月的娜塔莎·麦克艾霍恩

娜塔莎·阿比盖尔·泰勒（英語：Natascha Abigail Taylor；1971年12月14日—），艺名娜塔莎·麦克艾霍恩（Natascha McElhone），是一位英国演员。在电影领域，她主演了动作惊悚片《浪人》（1998年）、心理喜剧剧情片《楚门的世界》（1998年）以及科幻剧情片《飞向太空》（2002年）。在电视领域，她出演了Showtime的喜剧剧情剧《加州靡情》（2007年—2014年）、ABC的政治剧情剧《指定幸存者》（2016年—2017年）、Hulu的科幻剧情剧《火星先驱》（2018年）、Netflix的历史剧《王冠》（2022年）以及Paramount+的军事科幻剧《光环》。